# A' Katīgoria 1959-1960
La A' Katīgoria 1959-1960 fu la 22ª edizione del massimo campionato di calcio cipriota: l'Anorthōsis vinse il suo quarto titolo, il terzo consecutivo.

## Stagione

### Novità
Dopo la pausa della stagione precedente, quando fu disputata solo la Coppa di Cipro, il numero di squadre salì a undici, dato che non vi fu nessuna retrocessione e, alle dieci partecipanti dell'ultima, si unì la neopromossa Orpheas Nicosia.

### Formula
Il campionato era formato da undici squadre e non erano previste retrocessioni; furono assegnati due punti in caso di vittoria, uno in caso di pareggio e zero in caso di sconfitta. In caso di arrivo in parità si teneva conto del quoziente reti.
Le squadre si incontrarono in gironi di andata e ritorno per un totale di venti turni per squadra.

## Squadre partecipanti
| Club                | Città     | Stadio             | Stagione precedente |
| ------------------- | --------- | ------------------ | ------------------- |
| AEL Limassol        | Limassol  | Stadio GSO         | 4º in A' Katīgoria  |
| Anorthōsis          | Famagosta | Stadio GSE         | 1º in A' Katīgoria  |
| APOEL               | Nicosia   | Vecchio Stadio GSP | 6º in A' Katīgoria  |
| Apollōn Limassol    | Limassol  | Stadio GSO         | 9º in A' Katīgoria  |
| Arīs Limassol       | Limassol  | Stadio GSO         | 8º in A' Katīgoria  |
| EPA Larnaca         | Larnaca   | Vecchio Stadio GSZ | 3º in A' Katīgoria  |
| Nea Salamis         | Famagosta | Stadio GSE         | 7º in A' Katīgoria  |
| Olympiakos Nicosia  | Nicosia   | Vecchio Stadio GSP | 10º in A' Katīgoria |
| Omonia              | Nicosia   | Vecchio Stadio GSP | 5º in A' Katīgoria  |
| Orpheas Nicosia     | Nicosia   | Vecchio Stadio GSP | 1º in B' Katīgoria  |
| Pezoporikos Larnaca | Larnaca   | Vecchio Stadio GSZ | 2º in A' Katīgoria  |

## Classifica finale
|                  | Pos. | Squadra             | Pt | G  | V  | N | P  | GF | GS | DR  |
| ---------------- | ---- | ------------------- | -- | -- | -- | - | -- | -- | -- | --- |
| Cipro (bandiera) | 1.   | Anorthōsis          | 30 | 20 | 13 | 4 | 3  | 53 | 23 | +30 |
|                  | 2.   | Omonia              | 29 | 20 | 13 | 3 | 4  | 40 | 20 | +20 |
|                  | 3.   | APOEL               | 23 | 20 | 8  | 7 | 5  | 35 | 22 | +13 |
|                  | 5.   | AEL Limassol        | 23 | 20 | 7  | 9 | 4  | 39 | 37 | +0  |
|                  | 4.   | Pezoporikos Larnaca | 22 | 20 | 9  | 4 | 7  | 40 | 35 | +5  |
|                  | 6.   | Nea Salamis         | 20 | 20 | 8  | 4 | 8  | 29 | 27 | +2  |
|                  | 7.   | Apollōn Limassol    | 18 | 20 | 5  | 8 | 7  | 39 | 42 | -3  |
|                  | 8.   | Olympiakos Nicosia  | 16 | 20 | 5  | 6 | 9  | 26 | 35 | -9  |
|                  | 9.   | EPA Larnaca         | 14 | 20 | 5  | 4 | 11 | 31 | 50 | -19 |
|                  | 10.  | Orpheas Nicosia     | 14 | 20 | 5  | 4 | 11 | 17 | 32 | -15 |
|                  | 11.  | Arīs Limassol       | 12 | 20 | 4  | 4 | 12 | 27 | 51 | -24 |

### Verdetti
- Anorthōsis campione di Cipro.